# Tono Eitel

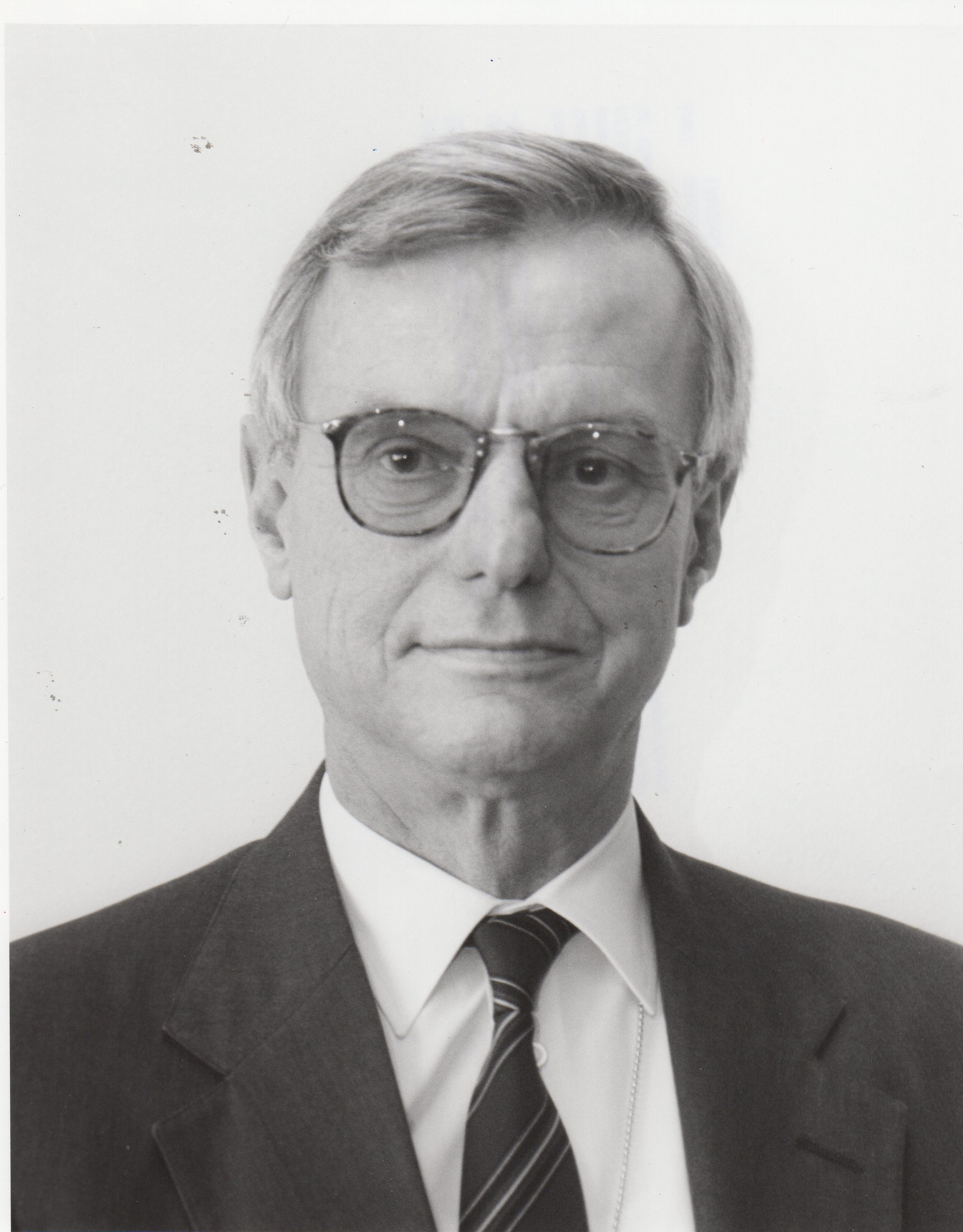
Tono Eitel als UN-Repräsentant im Jahr 1995

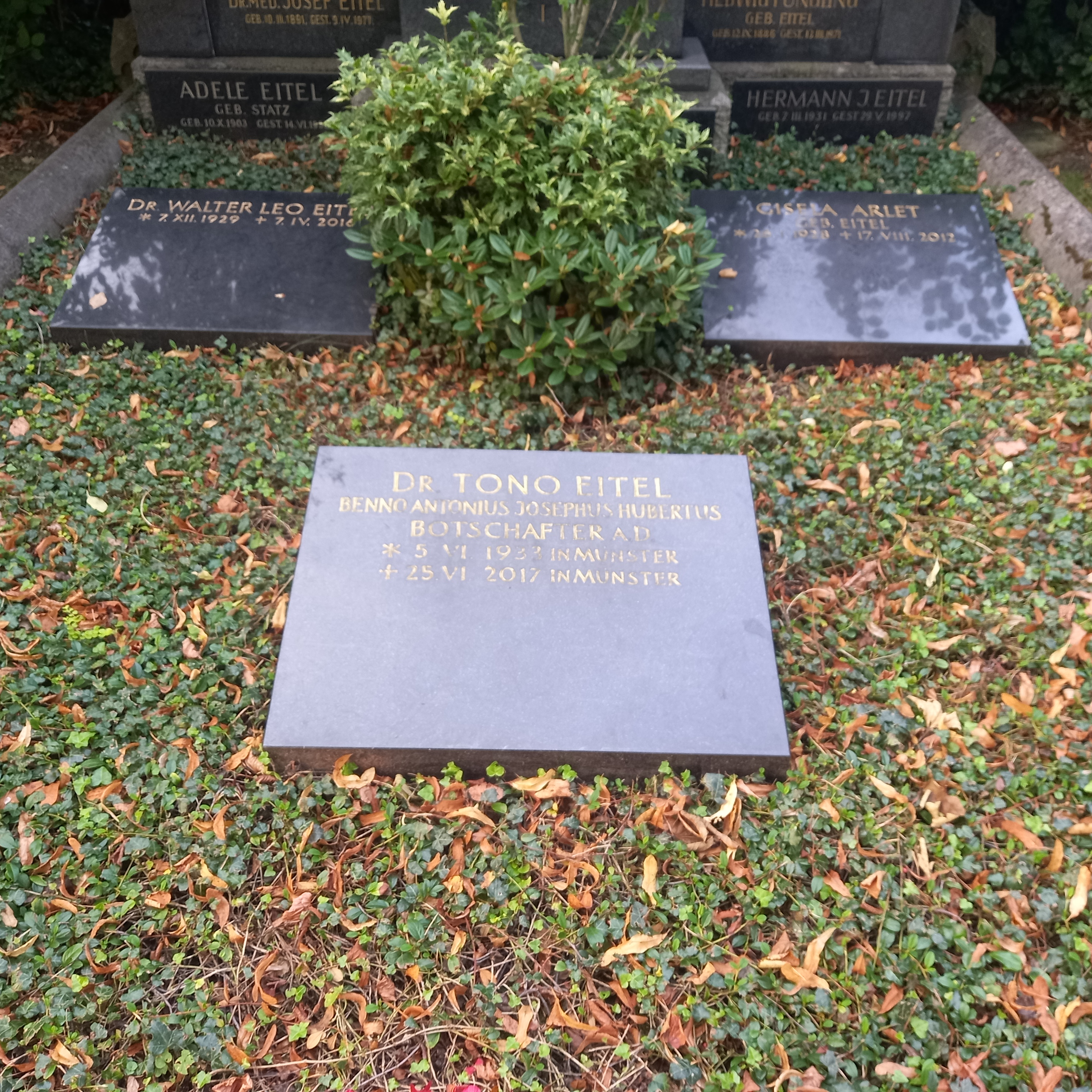
Das Grab von Tono Eitel auf dem Nordfriedhof (Düsseldorf)

Tono Eitel (eigentlich Benno Antonius Josephus Hubertus Eitel; * 5. Juni 1933 in Münster, Westfalen; † 25. Juni 2017 ebenda) war ein deutscher Jurist und Diplomat.

## Leben
Tono Eitel wurde geboren als Sohn des Historikers Anton Eitel. Nach dem Studium der Rechtswissenschaften ab 1953 in Berlin, Bonn, Hamburg und Münster promovierte er 1961 zum Dr. jur. in Hamburg und erwarb 1962 den Master of Laws (LL.M.) nach einem Völkerrechtsstudium an der New York University. Anschließend erfolgte 1963 der Eintritt in den bundesdeutschen Auswärtigen Dienst. Nach drei Jahren im Bundeskanzleramt als Persönlicher Referent des Staatssekretärs absolvierte der mittlerweile 40-Jährige seinen Wehrdienst und wurde Oberleutnant zur See der Reserve.
Im Laufe der weiteren Karriere im Auswärtigen Dienst war er von 1982 bis 1987 Botschafter in Beirut während des dortigen Bürgerkrieges. Anschließend konzentrierte er sich auf Völkerrecht, bis 1992 als Leiter der Unterabteilung Völkerrecht im Auswärtigen Amt, dazu ab 1991 als Honorarprofessor der Ruhr-Universität Bochum. Ab 1995 war er Botschafter bzw. Ständiger Vertreter bei den Vereinten Nationen in New York, zudem Mitglied und im Jahr 1996 Präsident des UN-Sicherheitsrats sowie Vorsitzender dessen Irak-Sanktionsausschusses.
1998 trat er in den Ruhestand, übernahm aber weiterhin einzelne Aufgaben. Von 2000 bis 2011 war er Sonderbotschafter für die Rückführung kriegsbedingt verlagerter Kulturgüter (Polen und Ukraine). Von 2001 bis 2007 war er Rektor des Stiftungskollegs für Internationale Aufgaben der Robert Bosch Stiftung und der Studienstiftung des deutschen Volkes.
Seit 1998 war Eitel Auswärtiges Wissenschaftliches Mitglied des Max-Planck-Instituts für ausländisches öffentliches Recht und Völkerrecht in Heidelberg. Eitel war auch Mitglied im Präsidium der Deutschen Gesellschaft für die Vereinten Nationen.